# Корпус на кораб
Корпусът на кораб е основна част на кораба във вид на кухо водонепроницаемо тяло с обтекаема паралелепипедна (за надводните кораби) или цилиндрична (за подводниците) форма.
Корпусът на кораба осигурява плавучестта, непотопяемостта, здравината, разполагането на въоръжението и личния състав, и механизмите, обусловени от предназначението на кораба. Корпусът е снабден с рулеви, закотвящи, акостиращи, буксирни и товароподемни устройства. Вътре в корабния корпус са поместени главните и спомагателните механизми, погребите за боеприпаси, жилищни и служебни помещения, хранилищата за запасите гориво, смазочни материали, вода, помещенията за котвената верига, помещения за превозваната техника и товари, а също и повечето корабни устройства. Горната палуба на корпуса служи за фундамент на надстройките, съоръженията и служебните механизми; на нея стоят мачтите и комините.
Корпуса на кораба се характеризира с размери (дължина, ширина, газене) и е изграден от стомана и (или) леки сплави, пластмаса, композитни материали и дърво.

## Теоретичен чертеж на корпуса
Теоретичният чертеж на корпуса напълно задава неговата външна повърхност (форма), която определя мореходните и маневрените качества на кораба. На теоретичния чертеж, в три проекции, са изобразени линиите на пресичане (обводите) на теоретичната повърхност на корпуса с три взаимно перпендикулярни плоскости, паралелни на главните плоскости на проекцията, които имат следните обозначения:
Диаметрална плоскост (ДП) е надлъжна плоскост на симетрия на корпуса на кораба, заемаща, при нормални условия на плаване, вертикално положение. Проекцията на обводите на корпуса по тази плоскост се нарича „страна“;
Основна плоскост (ОП) е плоскост, перпендикулярна на диаметралната (ДП) и преминаващ през средния праволинеен (обикновено хоризонтален) участък на кила. Проекция обводов корпуса на эту плоскость называется „полуширота“.
Плоскост на мидъл шпангоута (на мидъла) е напречна плоскост, перпендикулярна на диаметралната и основната и преминаваща през средата на разчетната дължина на кораба. Проекцията на обводите в тази плоскост се нарича „корпус“. Пресичането на диаметралната плоскост с повърхността на корпуса образува линията на кила (долната част), линията на палубата (горната част) и линията на щевните (в носовата част – на форщевена и в кърмовата – на ахтерхщевена).
Криви линии (обводи), образуващи се при пресичането на повърхностите на корпуса с плоскостите паралелни на главните – диаметралната (ДП), основната (ОП) и плоскостите на мидъла, – наричат се съответно: „батокси“, „теоретични водолинии“ и „шпангоути“.
Конструктивна водолиния (КВЛ) е една от теоретичните водолинии, по която трябва да е потопен проектираният надводен кораб при нормалната проектна водоизместимост. Положението на КВЛ определя делението на корпуса на кораба на надводна и подводна части.
Носов и кърмов перпендикуляри са перпендикуляри към основната плоскост, проведени през точките на пресичане на конструктивната водолиния с линиите на щевните.
Дължина на кораба по КВЛ (Lквл) е разстоянието между носовия и кърмовия перпендикуляри.
Теоретичен мидъл шпангоут е шпангоутът, разположен по средата между носовия и кърмовия перпендикуляри (за корпус на транспортен съд), или в плоскостта на най-широкото напречно сечение на корпуса (най-голямата ширина на корпуса) – за корпус на бързоходен съд (без „цилиндричната вложка“).

## Конструкция на корпуса

### Конструкция на корпуса на надводен кораб
Корпуса на надводния кораб се състои от набор (скелет), обшивка, палуба или палуби, платформи, вътрешно дъно, надлъжни и напречни водонепроницаеми прегради. Листовете на обшивката съвместно с гредите на набора образуват съответните прегради: бордови, палубни, заграждащи, дънни. Наличието на палуби и прегради зависи от предназначението на кораба, но скелете и обшивката за задължителен елемент на всеки корпус.

#### Набор на корпуса
Под набор на корпуса се разбира системата на неподвижно свързаните помежду си надлъжни, напречни и вертикални греди с различна конструкция, към която е закрепена външната обшивка и покритието на палубата. Основна надлъжна връзка на корпуса е кила – стоманена греда или твърда кутия, която стои надлъжно на корпуса по неговата диаметрална плоскост.
Има три системи набор на корпуса (в зависимост от посоката на разполагане на главните греди относително кораба):
1. напречна;
2. надлъжна;
3. надлъжно-напречна (или бракетна[2]), която от своя страна се дели на:

- смесена – разстоянията между надлъжните и напречните греди са примерно еднакви;
- комбинирана – дъното и палубите са изпълнени по надлъжната система, а бордовете по напречна.

Първата система се използва при строителството на малки морски съдове, втората – при строителството на нефтоналивни съдове, последната – при строителството на военни кораби и големи морски съдове.
При използването на напречната система на набор гредите на главното направление на кораба вървят напряко на кораба. Те се състоят от шпангоути по бордовете (2), флорове (носещи греди) (6) по дъното и бимсове (1) под палубата. Шпацията, или разстоянието между осите на два съседни шпангоута, при подобна система на набор е 45 – 60 sm. Числото надлъжни греди, използвани при напречната система на набор и изпълняващи ролята на връзки е малко и обикновено не превишава 3 – 5 (вертикален кил (12), стрингер).
В надлъжната система на набор главните (цели) гради вървят надлъжно на кораба и са съставени от голям брой стрингери, вървящи непрекъснати по дъното (3) и бордовете (11), надлъжни бимсове под палубите, голям брой обикновени греди, разположени по дъното, бордовете и горната палуба (между стрингерите и надлъжните бимсове). При тази система на набор шпангоутите се правят от здрави рамки с шпациея 1,5 – 2,5 m, които са с отвори на ястото на пресичането им с надлъжните връзки.
При смесената система дъното и палубата се строят по надлъжната система, а бордовете и краищата по напречната.

#### Набор на дъното
Набор на дъното е изграден от взаимно пресичащи се надлъжни (кил, дънни стрингери) и напречни връзки (флори). Основната надлъжна връзка на дънния набор е кила, който преминава по цялата дължина на кораба, съвпадайки с неговата диаметрална плоскост. В краищата той преминава в щевните: с форщевена – в носа и с ахтерщевена – в кърмата.
Дънните стрингери представляват надлъжни греди, вървящи паралелно на кила и заедно с него осигуряващи надлъжната здравина на корпуса.
Флорите представляват напречни греди, които са част от шпангоутната рама. На корабите с двойно дъно флори са плътни (изградени от цели листи и проницаеми (имащи прорези за намаляване на теглото).

#### Набор на борда
Набор на борда е изграден от бордови стрингери и шпангоути. За намаляване на размаха на кораба при бордово люлеене към бордовете се слагат странични килове с различна конструкция. Те изпълняват и ролята на надлъжни връзки и като правило, по ширината си не излизат извън габаритите на корпуса.
В местата на връзките на борда и палубата преминава надлъжна греда, наречена ватервейс. За защита на корпуса от кея, друг съд или който и да е предмет отвъд борда може да се монтират един или няколко, паралелно, надлъжни предпазителя. В зависимост конструкцията те могат да добавят на корпуса допълнителна здравина.

#### Набор на палубата
Набора на палубата се състои от система на пресичащи се напречни (вървящи от борд до борд) и надлъжни бимсове, карлинги и полубимсове. За осигуряване на здравината на палубните отвори (люкове, гърловини) около тях, на палубата, се поставят надлъжни и напречни пръстеновидни греди (карлинги). Полубимси се наричат бимсове, които вървят не по цялата ширина на корпуса, а от борда до карлингса на трюма, люка или шахтата. Ако на палубата се поставят тежки, точечни товари (артилерия, палубни механизми и т.н.), то под тях в межпалубните пространства се поставят постоянни или временни пилерси (вертикални стойки). За връзка с тези помещения, които се намират под палубите, в палубите се правят отвори – люкове (с кръгла, овална или правоъгълна форма). За да не влиза вода, през тези люкове, те по периметъра им над палубата са окантовани с водоизолиращи листове (комингси) и се затварят с капаци. Капаците на люковете имат ключалки и уплътнения (за осигуряване на водонепроницаемостта). Движението на екипажа на кораба през люковете се осигурява с помощта на наклонени или вертикални трапове. Първите са снабдени с перила, а вторите, като правило, се поставят на шахти, на изходите на машинно-котелните отделения (МКО) и погребите с боеприпаси.

#### Външна обшивка и прегради
Външната обшивка на корпуса се състои от бордва и дънна секции. Тя представлява водонепроницаема обвивка, отделяща вътрешните помещения на корпуса на кораба от водата, а също осигурява надлъжната и напречната здравина на кораба. Непотопляемостта и здравината на корпуса се осигурява от надлъжни и напречни (в зависимост от разположението им) прегради. Преградите са водонепроницаеми (за осигуряване на непотопяемост), или проницаеми (за осигуряване на здравина на корпуса).

#### Нос
Може да има бълб се нарича капковидното образувание в носовата част на обшивката на корпуса на кораба, предназначено за намаляване на вълновото съпротивление (до 5%) при неговото движение. На бойните кораби в булба, като правило, се поставя хидроакустическата станция.

#### Шахти и корабни системи
Шахтите представляват вертикални тръби със специална конструкция, с кръгло или четириъгъгълно сечение, които пресичат междупалубните пространства. Обикновено шахтата, която излиза на горната палуба, има гърловина с водонепроницаем капак на панти или ключалки.
Корабните системи са разположени вътре в корабния корпус и представляват съвкупност от тръбопроводи с тяхната арматура и механизми или кабели с електроарматурата им, служещи за преместването, вътре в кораба. на течности и газове (пари) и/или енергия, осигуряващи хода и живучестта на кораба и други видове дейности. В състава на корабните системи влизат: горивната, електро-енергетическата, противопожарната, отоплителната и оросителната на артилерийските погреби, креновата и диферентовата, водоотливната, осушителната, вентилационната, потопяващата, за питейната, за миене и забордната води и други.